# День Господень
День Госпо́день (день Го́спода, день Я́хве, день Бо́жий, тот день, день оный, ивр. יֹום יְהוָה‎ Yom Yahweh, др.-греч. ἡμέρα Κυρίου) — время явного вмешательства Бога в человеческую историю. Слово «день» не следует понимать буквально, в этом случае оно используется в значении «период», «отрезок времени».

## Значение в Библии
В Библии используется в самых разных значениях. Часто это время суда и бедствий или, напротив, спасения. Нередко термин указывает на те или иные события будущего, но может относиться и к уже произошедшему, как, например, в книге Плач Иеремии, где как «день гнева» описано падение Иерусалима (Плач. 2:21).
В Ветхом Завете термин означает время Божьего суда (например, Иоил. 1:15, Амос. 5:18), возрождения Израиля (Ис. 10:20, Зах. 9:16), первого пришествия Христа (Мал. 3:1—3), излияния Духа (Иоил. 2:28—31), царства Христа (Ис. 4:2—6, Мих. 4:1—7), конца света (Ис. 24:21—23, Зах. 14:1—3).
В Новом Завете это время последней битвы (Откр. 16:14), Второго пришествия Христа (Мк. 13:24—27, 1Кор. 1:7, 8), суда Божия (1Кор. 3:12—15, 1Фес. 5:2, 3), гнева Божия (Рим. 2:5, 6), благословения для христиан (1Кор. 1:8, 2Тим. 4:8).

## Богословие
Во первых, день Господень — это время Божьего утверждения и неизбежной победы в борьбе Бога со злом. Бог — эта сила, за которой останется последнее слово и никто не сможет Ему противостоять.
Во-вторых, день Господень связан с проблемой теодицеи. Всякая неопределённость в проблеме существования зла будет устранена, зло — наказано, а созданный злом беспорядок — исправлен. А верующие будут награждены.
В-третьих, неизбежность наступления дня Господня — с судом над неправедными и вознаграждением верующих — служит стимулом, особенно для верующих, «жить в свете». Потому в преддверии прихода дня Господня апостол Пётр призывает задуматься, «какими должно быть» (2Пет. 3:11).